# 발칸 연방

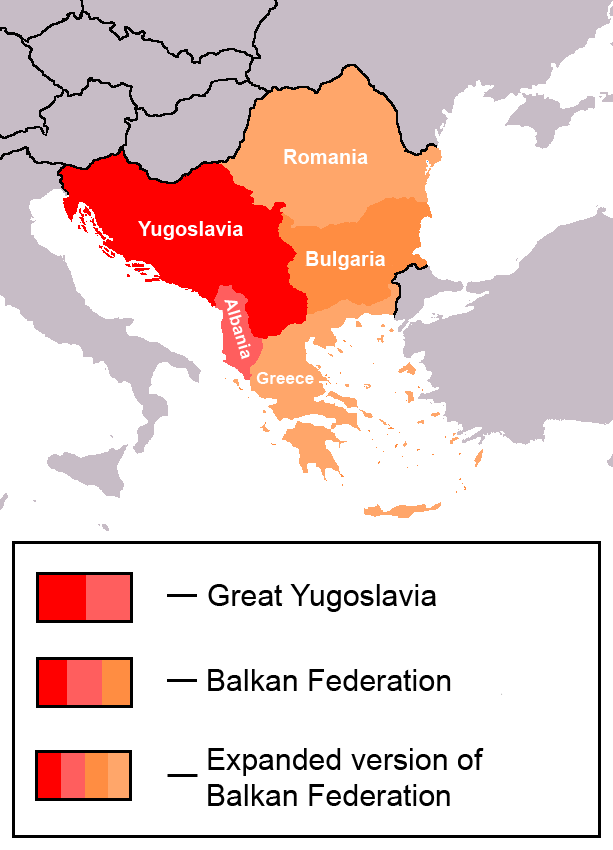
코민테른의 발칸 연방 프로젝트 계획도.

발칸 연방 또는 발칸반도 연방(영어: Balkan Federation)은 주로 좌익 세력에서 제기된 발칸반도의 연맹 또는 연방 생성 프로젝트였다.
발칸 연방이란 개념은 19세기 후반 좌익 정치 세력에 의해서 나타났다. 이 개념의 주요 목표는 발칸반도에 국제주의, 사회주의, 사회 연대, 경제평등주의(economic equality)에 기반한 새로운 정치 연합을 구성하는 것이었다. 이 개념의 주요 비전은 발칸 민족들의 차이에도 불구하고 해방하기 전에 먼저 각 민족의 통일을 구성하는 것이었다.
이 정치 개념은 3개 단계로 이루어졌다. 첫 번째 단계는 20세기 초 오스만 제국의 붕괴에 이어서 연결되는 개념이었다. 2번째 단계는 대부분 전간기 기간(1919년-1936년) 동안 발칸 연방의 개념이 공산당에 의해 연결되었다. 3번째 단계는 제2차 세계 대전 이후 이오시프 스탈린에 의한 발칸반도의 공산주의 지도자 대립으로 나타난다.

## 배경

리가스 페레오스(Rigas Feraios)가 만든 발칸 연방의 깃발.

1865년 베오그라드에서 처음으로 급진적인 발칸반도 지식인의 민주 동방 연맹을 설립했고 정치적 자유 및 사회 평등에 기초하여 알프스에서 키프르스까지의 연방을 주장했다. 그들은 앙리 드 생시몽의 연방주의 노선과 카를 마르크스 또는 미하일 바쿠닌의 사회주의 노선과 프랑스의 이념을 준수한다고 말했다. 나중에 프랑스에서 1894년 그리스인, 불가리아인, 세르비아인, 루마니아인 사회주의자들의 발칸 연맹 리그가 형성되었으며 나중에 연맹에서 마케도니아 문제(Macedonian Question)에 의해 자율적으로 마케도니아인들도 참여했다. 다음 시도에는 1908년 청년 튀르크 혁명이 일어났다. 다음 해에는 살로니카의 사회주의 노동자 연합이 두 불가리아 사회주의 그룹과 합병하여 오스만 노동자의 사회주의 노동자 연합이 탄생했다. 이는 1913년까지 과소평가되지만 이 국가 문제의 정치적 의미는 민족 자치권이 오른쪽으로 치우치기 시작했으며 발칸반도의 사회민주주의자들의 지도자들이 민족주의 경향이 나타나기 시작했다.

### 발칸 사회주의 연방
1910년 1월 7일과 9일, 첫 번째 발칸 사회주의 회의가 세르비아 왕국의 베오그라드에서 열렸다. 이 첫 번째 회의의 주요 주제는 임박한 전쟁에 대해 발칸 반도의 연합과 화합을 결의했다. 또 다른 중요한 점은 마케도니아 문제에 대한 해결책이었다. 1915년, 부쿠레슈티에서의 회의 이후 발칸 사회 민주 노동 혁명 연맹을 창설하기로 결의했으며 짐머와드 회의(Zimmerwald Conference)를 준수하며 제1차 세계 대전 반대 운동을 벌였다. 이 때 처음으로 크리스티안 레코브스키(Christian Rakovsky)가 중심이 되어 바실리 콜라로프(Vasil Kolarov), 게오르기 디미트로프(Georgi Dimitrov) 등의 운동가가 처음으로 활동하기 시작했다. 1915년 디미티로프 마케도니아 지역에서 "...이것은 3개 부분으로 나누어져 있으며...", "...발칸 민주 연맹의 틀 안에서 동등한 권리를 가지는 하나의 국가가 이루어질 것이다."라고 썼다. 이 독립적인 마케도니아 연합은 불가리아, 유고슬라비아와 그리스의 각각 행정기구로 구성되어 있을 것이었다. 연맹은 서로 다른 간격으로 정부에 의해 억압되었다(레코브스키 자신은 1916년 루마니아에서 체포되었다).

## 같이 보기
- 발칸화
- 발칸 언어구역(Balkan sprachbund)
- 디미트리 벨라고에프(Dimitar Blagoev)